# Rick Cassidy
Rick Cassidy (* 22. Juli 1943 als Richard E. Ciezniak in Lackawanna County, Pennsylvania; † 23. Dezember 2013 in Moscow, Pennsylvania) war ein US-amerikanisches Model, Bodybuilder und Pornodarsteller.

## Leben
Rick Cassidy wuchs in Pennsylvania auf. Bereits als Jugendlicher begann er mit dem Bodybuilding. Sein erstes Idol war Steve Reeves, den er im Film Herkules, der Schrecken der Hunnen sah. Er ging für zwei Jahre zur Marine und zog anschließend nach New York City, wo er als Model für den Fotografen Jim French arbeitete. Für ihn posierte er in Leder und Motorradfahrer-Outfits. 1969 zog er nach Los Angeles, wo er für den Fotografen Pat Rocco modelte. Dort posierte er für verschiedene Magazine homosexueller Leser unter dem Namen Cassidy, abgeleitet von Butch Cassidy. Außerdem nahm er am Groovy Guy Contest des Magazins The Advocate teil, wo er 1970 nach Larry Schramm den zweiten Platz erreichte. Damit durfte er als zweiter Läufer an der ersten Gay-Pride-Parade teilnehmen.
Sein Filmdebüt gab er ein Jahr später im Dokumentarfilm Mondo Rocco, der aus einer Reihe von Kurzfilmen besteht. Die Szene war ursprünglich nur als Screen Test gedacht. Im selben Jahr entstand mit ihm Inside A.M.G., eine Pseudo-Dokumentation über das Fotografiestudio Athletic Model Guild. Erstmals trat er im gleichen Jahr im Pornofilm Drilled Deep auf, in dem auch der kommende Pornostar Ken Sprague zu sehen war, mit dem Cassidy in einer Reihe weiterer Filme in den folgenden Jahren in der Zeit des Porno Chic gemeinsam arbeitete. Die beiden galten in der damaligen Schwulen-Community als „Nelson Eddy“ und „Jeanette MacDonald“ der Schwulen-Pornografie.
In der ersten Hälfte der 1970er Jahre wirkte Cassidy an weiteren Filmen mit, überwiegend Pornofilmen für ein heterosexuelles Publikum, und trat in verschiedenen Theaterstücken auf. Ab Ende des Jahres 1974 wechselte er zu überwiegend verschiedenen softcore-pornografischen Filmen. In den 1980er Jahren war er in Pornofilmen zu sehen, in denen Pornostars wie Marilyn Chambers und Ginger Lynn auftraten. Als Cassidy 1985 den Film New Wave Hookers gedreht hatte, kam es aufgrund der Minderjährigkeit der Pornodarstellerin Traci Lords zu einem Skandal und polizeilichen Untersuchungen gegen die Verantwortlichen. Cassidy entschied sich danach, mit seiner Arbeit als Pornodarsteller aufzuhören, und ging zurück nach Pennsylvania, wo er in den folgenden Jahrzehnten als Immobilienmakler tätig war.

## Filmografie (Auswahl)

### Pornofilme (heterosexuell)
- 1969: The Horny Hobo
- 1970: Widow Blue!
- 1971: Satan's Sex Slaves
- 1971: Sex Picnic
- 1971: Penthouse Passions
- 1971: Diamond Doublecross
- 1972: The 3 Phases of Eve
- 1972: The Pussy Hunters
- 1972: A Rod for Revenge
- 1972: The Partnership
- 1972: The Liars
- 1972: The Godmother
- 1972: Snow Balling
- 1972: Sex in the Comics
- 1972: Bloomer Girl
- 1972: Love, Hollywood Style
- 1972: Evil Come Evil Go
- 1973: The Sex Prophet
- 1973: More Than Friends
- 1973: Love for Sale
- 1973: Two Hours on Sunday
- 1973: The Winning Stroke
- 1973: Don't Tell Mama
- 1973: The California Connection
- 1974: The Danish Connection
- 1974: Sexual Insanity
- 1974: Panorama Blue
- 1974: Welcome Stranger
- 1974: Cheri
- 1974: Hot Summer Night
- 1974: Lumber Jacks
- 1974: Marriage and Other Four Letter Words
- 1974: The Life and Times of Xaviera Hollander
- 1974: The Cheaters
- 1974: The Lover
- 1974: Easy Money
- 1974: Swinging Sorority
- 1974: Swinging Ski Girls
- 1975: Classified Sex
- 1975: The Training of Bunny
- 1975: Sex Station
- 1975: Desires of Wendy
- 1975: Country Girls
- 1976: Panama Red
- 1977: Fantasm Comes Again
- 1978: Miss Laid Lovers
- 1978: How Sweet It Is!
- 1984: Adventures of Rick Quick, Private Dick
- 1984: Marilyn Chambers' Private Fantasies 3
- 1984: Marilyn Chambers' Private Fantasies 4
- 1984: The Ultimate Kiss (1984)
- 1984: Cathouse Fever
- 1984: Hot Tails
- 1984: Juggs (1984)
- 1984: Olympix Affair
- 1985: Hypnotic Sensations
- 1985: Aurora's Secret Diary
- 1985: Ring My Chimes
- 1985: The Perfect Weekend
- 1985: Too Naughty to Say No
- 1985: New Wave Hookers
- 1987: Divorce Court Expose
- 1987: Divorce Court Expose 2

### Pornofilme (homosexuell)
- 1969: Hard as They Come (erst 1986 veröffentlicht)
- 1970: Desires of the Devil (1970)
- 1972: The Specimen
- 1972: A Deep Compassion (1972)
- 1972: California Supermen (erst 1975 veröffentlicht)
- 1972: Whatever Momma Wants
- 1973: The Light from the Second Story Window (1973)
- 1973: Chapter 3
- 1975: All American Boys in Heat (erst 1986 veröffentlicht)

### Spielfilme
- 1972: Drop Out Wife
- 1973: Superchick
- 1973: The Cocktail Hostesses
- 1976: The Beach Bunnies
- 1978: Hot Ice
- 1978: Auditions

### Dokumentarfilme
- 1970: Inside AMG
- 1970: Mondo Rocco
- 1984: Love Skills: A Guide to the Pleasures of Sex